# 拉斐尔·马塞多
拉斐尔·戈多伊·德马塞多（葡萄牙語：Rafael Godoy de Macedo，1994年8月15日—），巴西男子柔道运动员，2019年世界柔道锦标赛混合团体铜牌得主、2021年世界柔道锦标赛混合团体铜牌得主。